# سرمق
السرمق أو أثِينَة/آثينة أو رَغْل أو تَاخِم أو رِجْل الإوز أو الزربيح (باللاتينية: Chenopodium) جنس يضم حوالي 150 نوعاً من النباتات البرية العشبية معظمها نباتات حولية مثل الزربيح الأبيض وبعضها مخشوشبة معمرة. كان قديماً يصنف ضمن الفصيلة السرمقية (باللاتينية: Chenopodiaceae) التي ضمت حديثاً كأسرة للفصيلة القُطَيفية (باللاتينية: Amaranthaceae)، من ثنائيات الفلقة.

## أسماء مرادفة
الضربيح أو رجل الإوز أو ركب الجمل أو فساء الكلاب (وله أسماء أخرى كثيرة)[بحاجة لمصدر]

## من أنواعهالواطنةفيالوطن العربي
- السرمق الأبيض (باللاتينية: Chenopodium album) في بلاد الشام
- السرمق الأحمر (باللاتينية: Chenopodium rubrum) في بلاد الشام
- السرمق تيني الأوراق (باللاتينية: Chenopodium ficifolium) في بلاد الشام
- السرمق الجداري (باللاتينية: Chenopodium murale) في بلاد الشام وشبه الجزيرة العربية
- السرمق رباطي الأوراق (باللاتينية: Chenopodium opulifolium ) في بلاد الشام
- السرمق الرمادي (باللاتينية: Chenopodium glaucum) دخيل في مصر والمغرب العربي وأصيل في أوروبا
- السرمق المنتن (باللاتينية: Chenopodium vulvaria) في بلاد الشام
- السرمق النافذي (باللاتينية: Chenopodium urbicum) في بلاد الشام
- السرمق الورقي (باللاتينية: Chenopodium foliosum) في بلاد الشام

## من أنواعه الأخرى
- السرمق الضيق (باللاتينية: Chenopodium strictum) في أوروبا
- سرمق كينوا (باللاتينية: Chenopodium quinoa)
- سرمق برلنديري (باللاتينية: Chenopodium berlandieri)